# 역사문제연구소
역사문제연구소(歷史問題硏究所)는 역사인식의 심화와 대중화를 통해 한국사회의 민주화에 기여한다는 취지로 1986년 2월 21일 설립된 민간 연구단체이다. "우리 역사의 여러 문제들을 공동연구하고 그 성과를 일반에 보급함으로써 역사발전의 올바른 방향을 제시하는 것"을 기본 목적으로 밝히고 있다. 대중학술지 《역사비평》을 1987년부터, 전문학술지 《역사문제연구》를 1996년부터 발간하고 있으며 단행본 출판도 진행하고 있다. 2025년 현재 이사장은 정태헌, 소장은 정병욱이다.

## 연혁
- 1986년 2월 21일  : 설립

## 이사장
- 제1대 이사장 : 박원순
- 제2대 이사장 : 원경 스님
- 제3대 이사장 : 어윤경
- 제4대 이사장 : 김영태
- 제5대 이사장 : 서중석
- 2025년 현 이사장 : 정태헌

## 소장
- 제1대 소장 : 정석종
- 제2대 소장 : 이이화
- 제3대 소장 : 김정기
- 제4대 소장 : 서중석
- 제5대 소장 : 김동춘
- 2025년 현 소장 : 정병욱

## 같이 보기
- 민족문제연구소